# Wikipedia in esperanto
La Wikipedia in esperanto (Vikipedio en Esperanto) è l'edizione ufficiale di wikipedia in lingua esperanto. È la Wikipedia più grande fra quelle in una lingua artificiale.
Wikipedia in esperanto è nata a dicembre 2001. È stata la decima edizione linguistica, assieme alla Wikipedia in basco.
Il nucleo iniziale di questa Wikipedia furono le 139 voci dell'Enciklopedio Kalblanda di Stefano Kalb.
Vikipedio ha incorporato, con gli opportuni permessi, i contenuti della Enciklopedio de Esperanto del 1934, nonché i contenuti di vari testi di riferimento e del mensile Monato.

## Statistiche
La wikipedia in esperanto ha 373 639 voci, 838 378 pagine, 239 802 utenti registrati di cui 315 attivi, 12 amministratori e una "profondità" (depth) di 17 (al 9 agosto 2025).
È la 37ª wikipedia per numero di voci ma, come "profondità", è la 55ª fra quelle con più di 100.000 voci (al 14 ottobre 2024).

## Cronologia
- 5 dicembre 2003 — supera le 10.000 voci
- 7 luglio 2006 — supera le 50.000 voci
- 15 giugno 2008 — supera le 100.000 voci ed è la 20ª wikipedia per numero di voci
- 7 agosto 2011 — supera le 150.000 voci ed è la 27ª wikipedia per numero di voci
- 13 agosto 2014 — supera le 200.000 voci ed è la 33ª wikipedia per numero di voci
- 18 luglio 2021 — supera le 300.000 voci ed è la 35ª wikipedia per numero di voci

## Manuale su wikipedia in esperanto
La comunità esperantista wikipediana ha prodotto un manuale (Vikipedio: Praktika Manlibro) di 40 pagine, venduto online e nei congressi. Questo manuale vuole offrire ai nuovi wikipediani informazioni e consigli su come contribuire a Wikipedia in Esperanto. È arrivato alla seconda ristampa.

## La qualità di Wikipedia in esperanto
|                 |                 |  |       |       |
| --------------- | --------------- |  | ----- | ----- |
| Francia         | Francia         |  | 17,1% | 17,1% |
| Germania        | Germania        |  | 13,2% | 13,2% |
| Romania         | Romania         |  | 11,6% | 11,6% |
| Spagna          | Spagna          |  | 10,1% | 10,1% |
| Repubblica Ceca | Repubblica Ceca |  | 8,5%  | 8,5%  |
| Stati Uniti     | Stati Uniti     |  | 5,4%  | 5,4%  |
| Ungheria        | Ungheria        |  | 4,7%  | 4,7%  |
| Polonia         | Polonia         |  | 3,9%  | 3,9%  |
| Belgio          | Belgio          |  | 3,1%  | 3,1%  |
| Paesi Bassi     | Paesi Bassi     |  | 1,6%  | 1,6%  |
| Altri           | Altri           |  | 20,8% | 20,8% |

Ad aprile 2012, Wikipedia in esperanto aveva 239 voci in Vetrina (Elstaraj artikoloj) e 180 Voci di qualità (Legindaj artikoloj).
La comunità propone ogni settimana un progetto collaborativo (Kunlaboraĵo de la semajno) per migliorare voci trascurate, ed una "Voce della settimana" che viene evidenziata nella pagina iniziale. La comunità esperantista contribuisce spesso al progetto Traduzione della settimana su MetaWiki.
Secondo la classifica delle wikipedia in base ad un campione di articoli su MetaWiki, classifica basata sulla Lista delle voci che tutte le Wikipedie dovrebbero avere, l'esperanto si classifica al 37º posto, avendo praticamente tutte le voci vitali, che però sono spesso voci abbastanza corte.
A febbraio 2012, Wikipedia in esperanto era terza per numero di voci rispetto alle persone che parlano una lingua (fra le Wikipedie con almeno 100,000 voci), e undicesima nella classifica globale. Queste cifre sono basate su una stima di Ethnologue, che conta 2.000.000 di persone che parlano esperanto.

## Penetrazione nella comunità esperantista

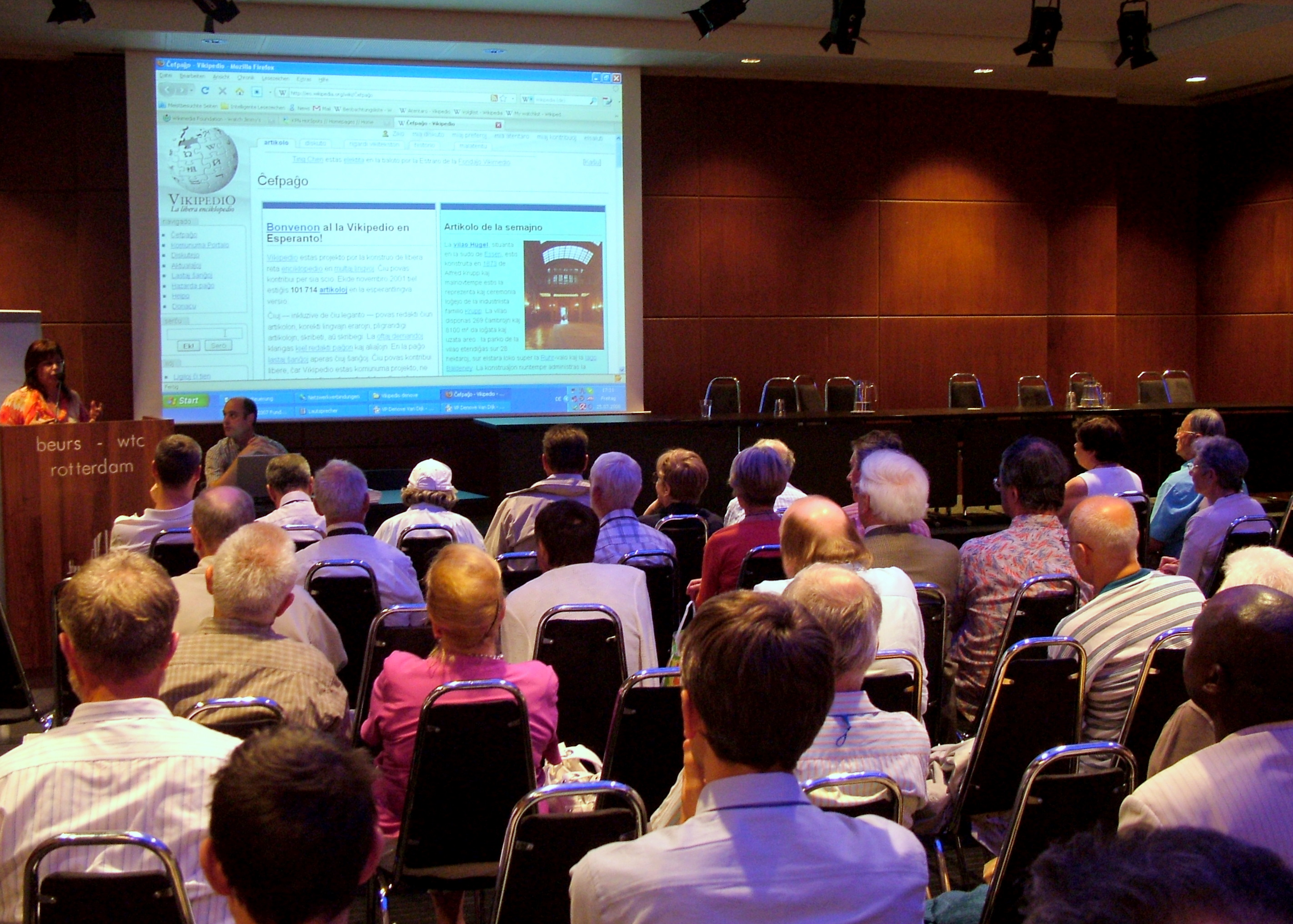
Riunione di wikipediani al Congresso universale di esperanto di Rotterdam 2008

Esperantisti esperti e principianti hanno preso parte al progetto Wikipedia, ed anche alcuni esperantisti di madre lingua. Almeno tre contributori sono anche membri della Akademio de Esperanto, l'organismo che supervisiona la crescita del linguaggio: Gerrit Berveling, John C. Wells e Bertilo Wennergren, un importante studioso della grammatica esperantista ed il direttore della sezione vocabolario dell'Accademia.
Esperanto Wikimania, un incontro tenuto nel 2011 per celebrare il decimo anniversario dell'enciclopedia, è stato sponsorizzato dalla città di Svitavy (Repubblica Ceca) e dalla regione di Pardubice, ed ha ricevuto ampia attenzione dalla Česká televize.
Le organizzazioni esperantiste come la Associazione Universale Esperanto non contribuiscono a Vikipedio, ma la sostengono offrendo spazi di discussione, presentazioni e corsi su Vikipedio ai congressi esperantisti. Al Congresso universale di esperanto di Rotterdam del 2008, ad esempio, vi sono state due riunioni di Wikipediani ed una presentazione durante la Conferenza di Esperantologia.

## Galleria d'immagini

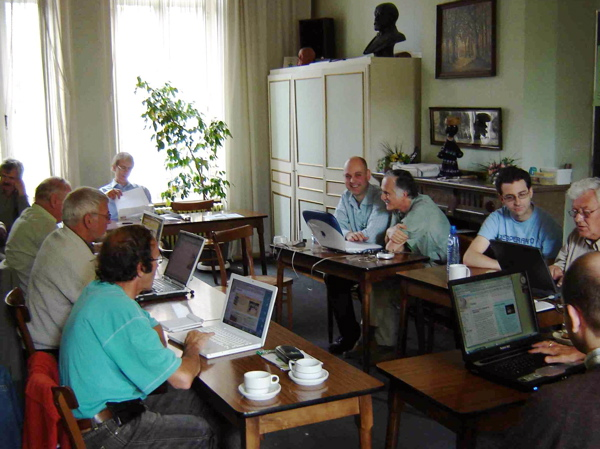
Corso su Wikipedia in un congresso esperantista ad Anversa, maggio 2007
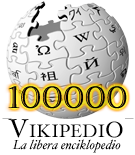
Wikipedia in esperanto: logo commemorativo delle prime 100.000 voci.
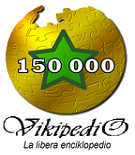
Wikipedia in esperanto: logo commemorativo delle prime 150.000 voci (autunno 2011)
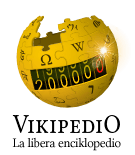
Wikipedia in esperanto: logo commemorativo delle prime 200.000 voci (agosto 2014)